# Gustav Dau
Gustav Dau (* 18. August 1853 in Hohenstein; † 12. November 1904) war Landwirt und Mitglied des Deutschen Reichstags.

## Leben
Dau besuchte bis zum 15. Jahre die Realschule in Danzig. Erlernte die Landwirtschaft auf dem, der Familie gehörigen Grundstück, das er nach Übernahme desselben selbstständig bewirtschaftet. Ab 1877 war er in verschiedenen Gemeindeämtern tätig. Später war er Gemeindevorsteher und Mitglied des Kreistages im Kreis Dirschau.
Von Oktober 1891 bis 1893 war er Mitglied des Deutschen Reichstags für den Wahlkreis Regierungsbezirk Köslin 1 Stolp, Lauenburg in Pommern und die Deutsche Freisinnige Partei.